# Kim On-a
Kim O-na (koreanska: 김 온아), född 6 september 1988 i Muan-gun, är en sydkoreansk handbollsspelare (mittnia).
Hon var med och tog OS-brons 2008 i Peking.